# Wolfgang Schaukal
Johann Wolfgang (von) Schaukal (* 15. April 1900 in Mährisch Weißkirchen; † 30. Juli 1981 in Graz) war ein österreichischer Maler und Volksbildner.

## Leben
Wolfgang von Schaukal war der Sohn des Dichters Richard von Schaukal. Die Familie übersiedelte 1903 nach Wien, wo  Wolfgang das Gymnasium absolvierte und 1918–1924 an der Universität Wien Chemie studierte. Daneben begann er sich zeichnerisch zu betätigen und besuchte 1921 und 1922 zweimal die Königliche Kunstakademie in Stockholm, wo er einen Freiplatz erhalten hatte. Außerdem belegte er Kurse in Radierung und Lithographie an der Graphischen Lehr- und Versuchsanstalt in Wien.
Schon seit Kindheit war Schaukal mit dem Maler Anton Kolig, dem späteren Haupt des Nötscher Kreises, bekannt; Schaukals Vater war einer der ersten Förderer Koligs gewesen. Auf einem heute in Privatbesitz befindlichen Bild der Familie Schaukal, das Kolig 1910 malte, ist auch der damals zehnjährige Knabe dargestellt. Zu Beginn der zwanziger Jahre beabsichtigte Kolig, eine Künstlerwerkstatt in Nötsch in Kärnten einzurichten. 1922/23 ging Schaukal als Malschüler zu Kolig nach Nötsch, wo sich auch seine Schulfreunde Bohdan Heřmanský und Gerhart Frankl aufhielten.
In den folgenden Jahren nahm Schaukal an mehreren Ausstellungen teil, betätigte sich als Graphiker für Zeitschriften und hielt sich 1931 als Theaterzeichner in Berlin auf. Nach längeren Aufenthalten in Paris in den Jahren 1934–1937 wurde er Privatassistent von Herbert Boeckl an der Akademie der bildenden Künste in Wien. Diese Anstellung gab er 1938, bei Einmarsch der nationalsozialistischen Truppen in Österreich, freiwillig auf und verlegte sich auf die Führung eines politischen Tagebuchs mit engagiertem Österreich-Bezug, hinter dem die künstlerische Betätigung zurücktrat.
Im Zweiten Weltkrieg wurde er eingezogen und zur Betreuung Kriegsgefangener in der Steiermark abkommandiert. 1945 heiratete er die Grazerin Elfriede Hainzl und ließ sich in Graz nieder. In den Nachkriegsjahren machte er sich durch zahlreiche Aktivitäten um die Erwachsenenbildung in der Steiermark verdient. 1964–1969 übte er einen Lehrauftrag für künstlerische Gestaltung an der Technischen Hochschule Graz aus und begann auch selbst wieder zu malen.
1947 engagierte er sich für die Neugründung der von den Nationalsozialisten aufgelösten Urania Graz unter dem Namen „Österreichische Urania für Steiermark“ und war deren erster Direktor und Geschäftsführer bis 1969 und aus Spargründen bis 1971 unbezahlter geschäftsführender Vizepräsident.

## Werke (Auswahl)
- Stehender Jünglingsakt, 1922, Kohle, Bleistift/Papier, Wien, Universität für angewandte Kunst, Sammlung Bethusy.
- Bildnis Georg Schaukal, 1923, Öl/Karton, Graz, Neue Galerie.